# Avenida Brasil (Telenovela)
Avenida Brasil ist eine brasilianische Telenovela vom Sender Rede Globo, die vom 26. März bis zum 19. Oktober 2012 täglich ausgestrahlt wurde. Autor ist João Emanuel Carneiro mit Unterstützung von Antonio Prata, Luciana Pessanha, Alessandro Marson, Márcia Prates und Thereza Falcão. 2012 erhielt sie den Grande Prêmio da Crítica der Associação Paulista de Críticos de Arte.

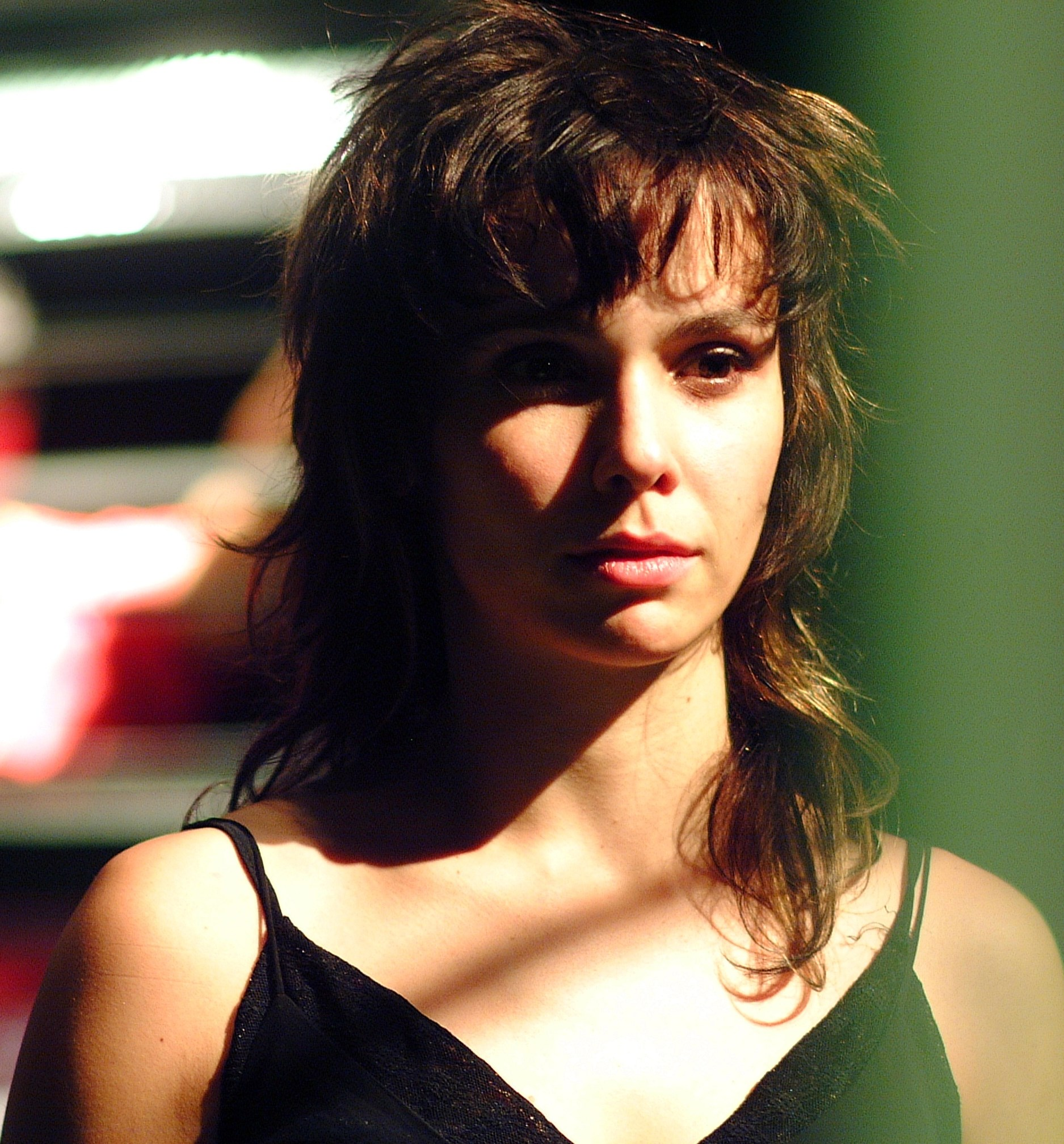
Débora Falabella spielt die Hauptrolle der Nina

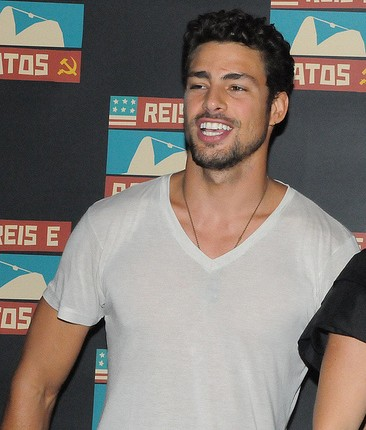
Cauã Reymond spielt den Jorginho

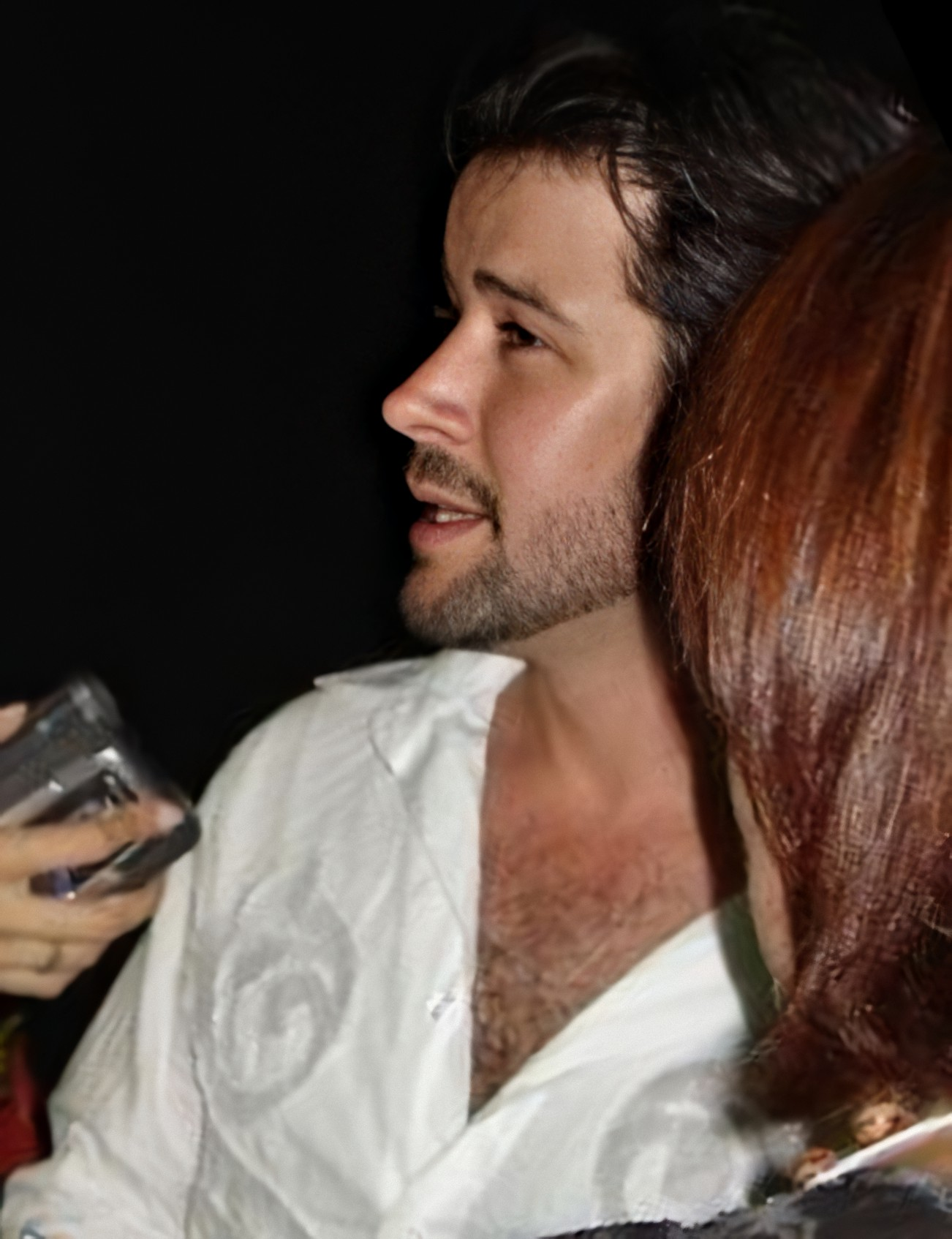
Murilo Benício spielt Tufão

| Darsteller           | Figur                                     |
| -------------------- | ----------------------------------------- |
| Débora Falabella     | Nina García (Rita Fonseca de Souza)       |
| Adriana Esteves      | Carminha (Carmem Lúcia Moreira de Souza)  |
| Murilo Benício       | Tufão (Jorge Araújo)                      |
| Cauã Reymond         | Jorginho de Souza Araújo (Batata)         |
| Nathalia Dill        | Débora Magalhães Queiroz                  |
| Eliane Giardini      | Muricy Araújo                             |
| Marcos Caruso        | Leleco Araújo                             |
| Vera Holtz           | Lucinda                                   |
| José de Abreu        | Nilo                                      |
| Marcello Novaes      | Max (Maxwell Oliveira)                    |
| Heloísa Périssé      | Monalisa Barbosa                          |
| Alexandre Borges     | Cadinho (Carlos Eduardo de Souza Queiroz) |
| Débora Bloch         | Vêronica Magalhães Queiroz                |
| Camila Morgado       | Noêmia Buarque                            |
| Carolina Ferraz      | Alexia Bragança                           |
| Ísis Valverde        | Suelen                                    |
| Ailton Graça         | Paulo Silas                               |
| Fabiula Nascimento   | Olenka                                    |
| Otávio Augusto       | Diógenes                                  |
| Carol Abras          | Begônia Garcia                            |
| Bruno Gissoni        | Iran Barbosa                              |
| Thiago Martins       | Leandro                                   |
| Juliano Cazarré      | Adauto                                    |
| Débora Nascimento    | Tessália                                  |
| José Loreto          | Darkson                                   |
| Jean Pierre Noher    | Martin Garcia                             |
| Felipe Abib          | Jimmy Bastos                              |
| Bianca Comparato     | Betânia                                   |
| Daniel Rocha Azevedo | Roniquito                                 |
| Ronny Kriwat         | Tomás                                     |
| Patrícia de Jesus    | Jéssica                                   |
| Cláudia Missura      | Janaína                                   |
| Letícia Isnard       | Ivana Araújo                              |
| Marcella Valente     | Renata                                    |
| Luana Martau         | Beverly                                   |
| Emiliano D’Ávila     | Lúcio                                     |
| Mel Maia             | Rita (Kind)                               |
| Tony Ramos           | Genésio Fonseca Souza                     |